# Cleorina nepalensis
Cleorina nepalensis es un coleóptero de la familia Chrysomelidae.
Fue descrita científicamente en 1985 por Takizawa.